# Universidad Internacional del Rey
King's International University (Universidad Internacional del Rey)  es una universidad privada ubicada en Nukualofa, Tonga. 

## Historia
La Carta de la Universidad fue aprobada por el Ministerio de Justicia de Tonga en el año 2014. El Ministerio de Educación y Formación de Tonga refrendó y aprobó el establecimiento de la universidad el 22 de agosto de 2014. Su Alteza Real la Princesa Real Salote Mafile'o Pilolevu Tuita es la Patrona de la universidad.

## Campus
El nuevo campus de la universidad fue inaugurado por el honorable Ministro de Educación de Tonga Penisimani Fifita. Este posee una biblioteca, y salas de conferencias de vanguardia. 

## Unidades académicas

### Facultades
La Universidad Internacional del Rey sigue las corrientes tradicionales y abiertas de la universidad para ofrecer diplomas, bachillerato, maestrías y doctorados. 
- Facultad de Teología y Religión
- Facultad de Estudios de las Islas del Pacífico
- Facultad de Agricultura y Ciencias Ambientales
- Facultad de Ciencias
- Facultad de Artes y Literatura
- Facultad de Ciencias Sociales
- Facultad de Salud y Ciencias Médicas
- Facultad de Ingeniería y Tecnologías
- Facultad de Gestión, Comercio y Derecho